# Radu Pavel Gheo
Radu Pavel Gheo (n. 3 octombrie 1969, Oravița, județul Caraș-Severin) este un prozator, eseist și dramaturg român.

## Biobibliografie
Pavel Gheorghiță Radu s-a născut la Oravița. A absolvit Liceul Silvic din Timișoara în 1987, după care a urmat Facultatea de Litere și Filozofie, Facultatea de Litere a  Universității de Vest din Timișoara (1989–1994), Secția română-engleză.
A colaborat la Facultatea de Litere a Universității din Timișoara (1994–1996) și la Facultatea de Litere a Universității „Al. I. Cuza” din Iași (1996–2001). A lucrat ca profesor la Liceul „Al. I. Cuza din Iași” (1996–1997) iar apoi ca redactor radio și realizator de emisiuni culturale la Radio Iași. După ce câștigă la Loteria vizelor o viză pentru SUA, se mută aici cu familia, dar după un an renunță și se întoarce în România, în Timișoara.
Este membru al Uniunii Scriitorilor din România din 2003 și membru al PEN Club România din 2004.
Lucrează ca redactor și traducător la Editura Polirom și publică regulat eseuri în revistele Suplimentul de cultură, Timpul, Orizont, Dilema veche, 22.
Este redactor la revista Orizont din Timișoara și colaborator permanent la săptămânalul ieșean Suplimentul de cultură. A colaborat și la revista lunară Noua literatură din București.
A primit premiul Asociației Scriitorilor din Timișoara pentru volumul Adio, adio patria mea, cu î din i, cu â din a (2003) și pentru volumul DEX-ul și sexul (2005). I s-au mai acordat premiul ‘’Ioan Slavici’’ al Fundației pentru Cultură și Învățământ I. Slavici din Timișoara pentru merite deosebite în activitatea culturală (ianuarie 2005), premiul ‘’Pro-Cultura Timisiensis’’ pentru merite culturale deosebite, acordat de Consiliul Județean Timiș (decembrie 2005) etc.
Câteva texte (în special eseistice) i-au fost publicate în franceză, engleză, germană, maghiară, sârbă, slovenă, polonă, în reviste din România și din străinătate: Wienzeile (Viena, Austria), Dialogi (Maribor, Slovenia), Sarajevske sveske - Sarajevo Notebooks (Sarajevo, Bosnia), Libertatea (Vojvodina, Serbia) Au Sud de l’Est (Paris, Franța), Lampa (Varșovia, Polonia), Cultures d’Europe Centrale (Paris, Franța) etc.
Radu Pavel Gheo a fost inclus, printre altele, în antologiile de proză scurtă Sharp Sticks, Driven Nails, apărută în Irlanda (Stinging Fly Publishing House, Dublin, 2010) și Nabokov u Brašovu Arhivat în 28 iulie 2012, la Wayback Machine., apărută în Croația (Meandar Media, Zagreb, 2010).
în 2011 antologia Tovarășe de drum. experiența feminină în comunism, coordonată de Dan Lungu și Radu Pavel Gheo, apare în traducere italiană cu titlul Compagne di viaggio. Racconti di donne ai tempi del comuniso(Sandro Teti Editore, Roma, 2011).
A scris o piesă de teatru, Hold-Up Akbar sau Toți în America, pusă în scenă de Teatrul Național din Timișoara, în regia lui Ion Ardeal-Ieremia.
A tradus din limba engleză douăzeci de volume (sociologie, filosofie, dar în special literatură). În anul 2000 a primit premiul revistei Sfera politicii pentru cea mai bună traducere din domeniul științelor politice cu volumul lui Leo Strauss Cetatea și omul (Editura Polirom, 1999), iar în 2008 premiul "Andrei Bantaș" pentru cea mai bună traducere a anului din limba engleză cu volumul lui Ernest Hemingway Bătrînul și marea (Editura Polirom, 2007).
Romanul Noapte bună, copii!, apărut în 2010, a fost distins cu Premiul Național de Proză "Ziarul de Iași", premiul USR - filiala Timișoara și premiul Eminescu - 1868 - Oravița, acordat de Clubul MittelEuropa și Teatrul Vechi din Oravița, iar revista Tiuk! i-a acordat titlul de "cel mai bun roman al anului 2010". În 2016 a apărut într-o ediție italiană, cu titlul Buona notte, Bambini! (La Zisa, Palermo, traducere de Mauro Barindi și Maria Luisa Lombardo), iar ]n 2020 a fost tradus în spaniolă, cu titlul Dulces sueños, queridos niños (Tres Hermanas, Madrid, traducere de Marian Ochoa de Eribe).
În 2016 publică romanul Disco Titanic, o poveste contemporană despre obsesiile și războaiele secesioniste din zona Balcanilor, desfășurată în România și Iugoslavia anilor 1980 și, alternativ, în anii 2000, în Timișoara și Split, Croația. Cartea a fost distinsă cu Premiul Național de Proză "Observator cultural".

## Volume
- Valea Cerului Senin (Editura Athena, București, 1997)
- Despre science fiction (Editura Omnibooks, Satu Mare, 1999; ediția a II-a - Editura Tritonic, București, 2007)
- Adio, adio patria mea, cu î din i, cu â din a (Editura Polirom, Iași, 2003; ediția a II-a - 2004; ediția a III-a - 2013)
- Fairia (ca Radu Gheo), Editura Pygmalion, Colecția Cyborg, 2004
- Românii e deștepți (Editura Polirom, Iași, 2004; ediția a II-a - 2006; ediția a III-a - 2014)
- Fairia - o lume îndepărtată (Editura Polirom, Iași, 2004; ediția a II-a - 2016)
- DEX-ul și sexul (Editura Polirom, Iași, 2005; ediția a II-a - 2016) [3]
- Tovarășe de drum. Experiența feminină în comunism (coord., cu Dan Lungu, Editura Polirom, Iași, 2008)
- Numele mierlei - cincizeci de clipuri vesele si triste (Editura Polirom, Iași, 2008)
- Noapte bună, copii! (Editura Polirom, Iași, 2010; ediția a II-a - 2017)[4]
- Disco Titanic (Editura Polirom, Iași, 2016)
- Un drum cu Ceapă (Editura Polirom, Iași, 2020)

## Antologii
- Antologia science-fiction Nemira '94 (Editura Nemira, 1994, ediție bilingvă - română-engleză)
- Dicționar SF (Editura Nemira, 1999, articolele despre "Fantastic" și "Feminism")
- Cazul Eminescu. Polemici, atitudini, reacții din presa anului 1998 (Editura Paralela 45, 1999)
- oZone friendly. Iași. Configurări literare. O antologie (Editura T, Iași, 2002)
- Cartea roz a comunismului (Editura Versus, Iași, 2004)
- Odă la Vodă (Editura Polirom, Iași, 2007)
- Cartea cu bunici (Editura Humanitas, București, 2007)
- Povești erotice românești (Editura Trei, București, 2007)
- Best of - Proza scurtă a anilor 2000 (Editura Polirom, Iași, 2013)